# Multimar Wattforum

Das Logo des Multimar

Multimar Wattforum, Wasserseite

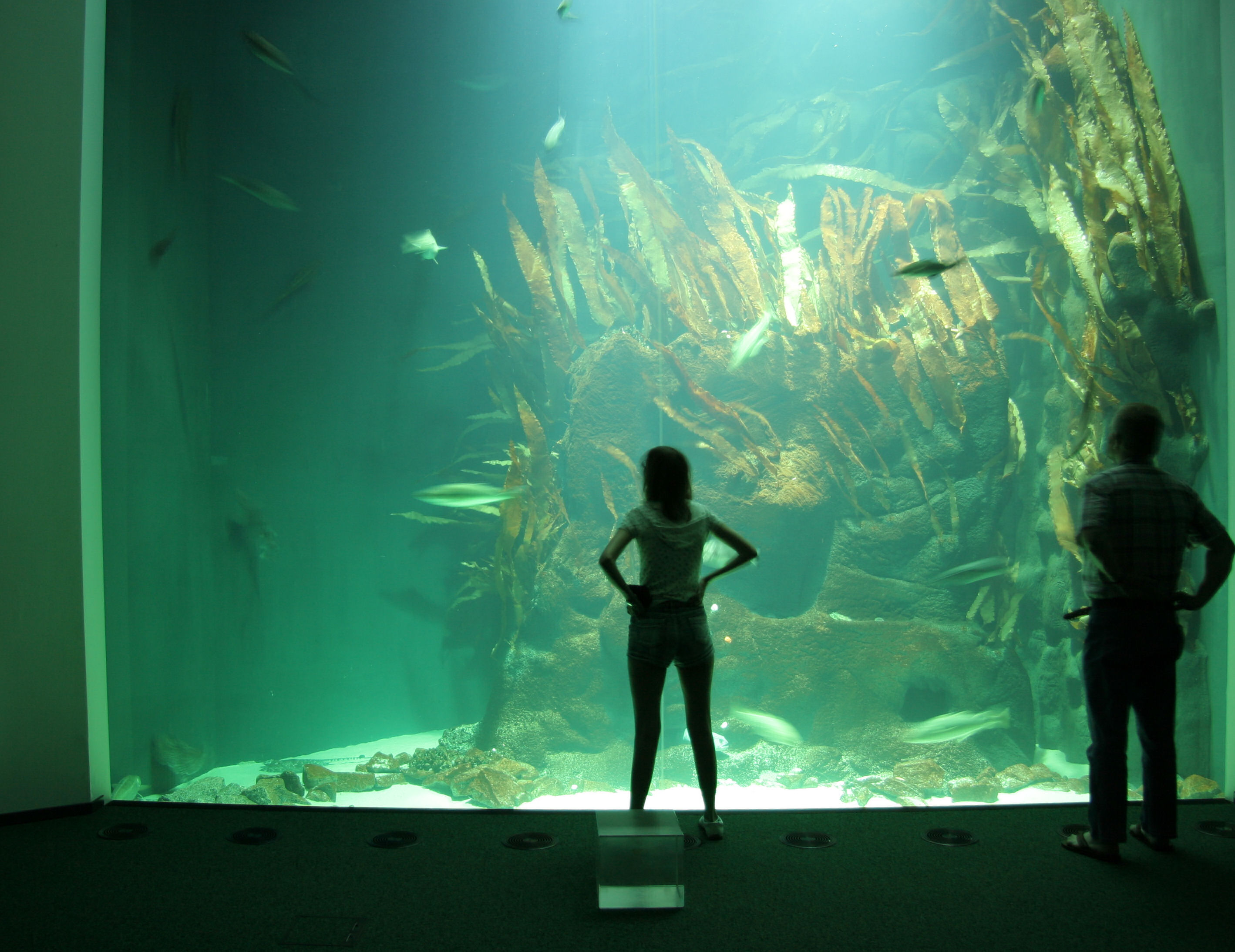
Das große Aquarium

Das Multimar Wattforum in Tönning ist das größte Informationszentrum für den Nationalpark Schleswig-Holsteinisches Wattenmeer. Es wurde 1999 eröffnet und seitdem mehrmals erweitert. 

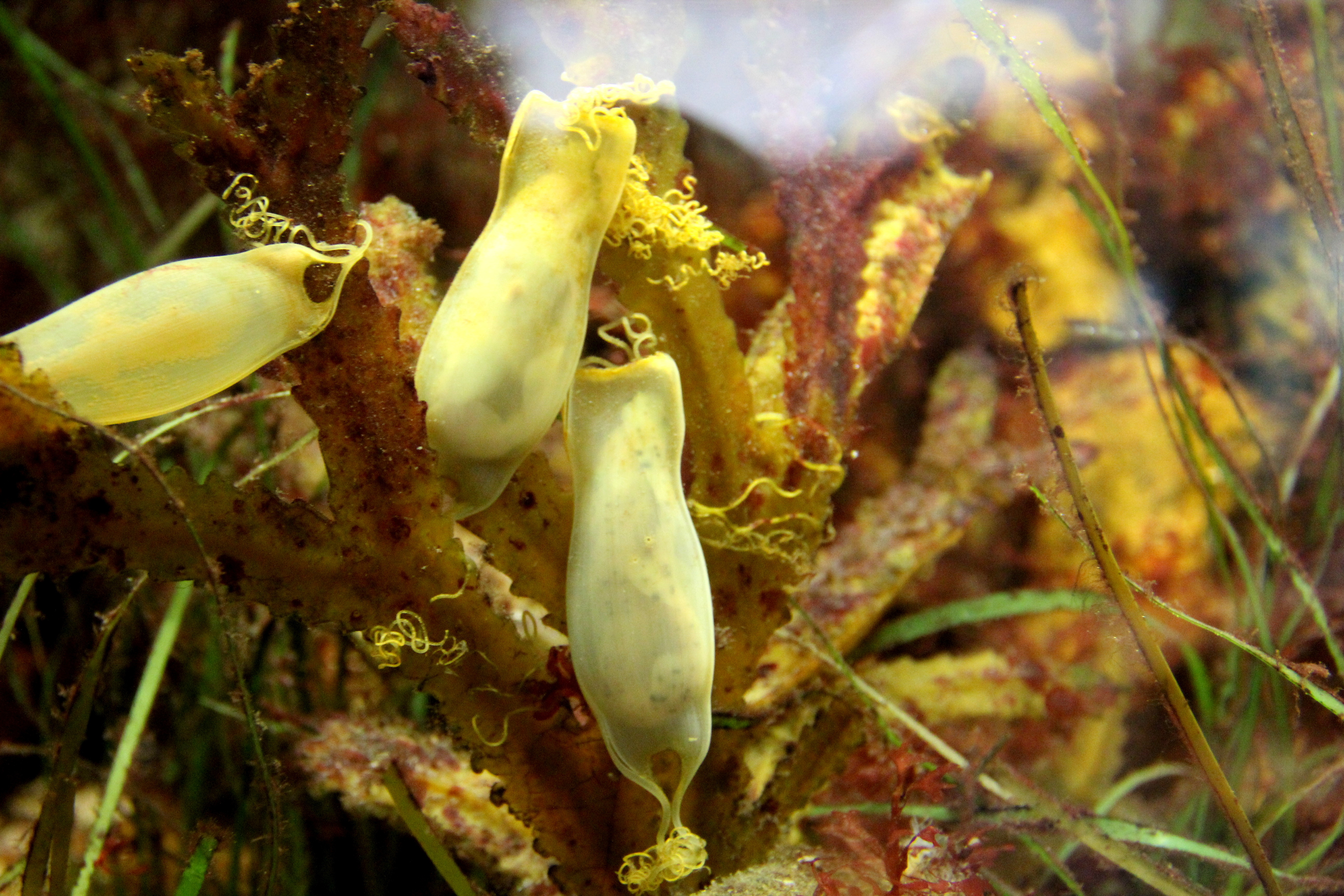
Ei-Taschen des Katzenhais, mermaid’s purse genannt („Meerjungfrauen-Geldbörse“)

Sein Zweck ist, die Besucher des Nationalparks über das Leben im Wattenmeer in den verschiedenen Bereichen zu informieren. Zusätzlich dienen die mehr als 30 Aquarien mit einem Gesamtvolumen von 150 m³ – als Aufzuchtstelle für bedrohte Lebewesen. So wurde mit im Wattenmeer gefangenen Seepferdchen der Art Hippocampus guttulatus, die in der Nordsee eigentlich als ausgestorben galten, im Sommer 2004 eine Nachzucht erreicht. Auch die Vermehrung von Katzenhaien ist bereits gelungen.

## Betrieb und Entwicklung
Das Multimar Wattforum wird von der NationalparkService gGmbH betrieben, der Verwaltungsgesellschaft des Nationalparks Schleswig-Holsteinisches Wattenmeer. Es wurde nach zwei Jahren Bauzeit und einer Investitionssumme von zehn Millionen Euro im Jahr 1999 fertiggestellt. Im Jahr 2003 wurde der Bau durch einen Anbau mit einer ständigen Walausstellung ergänzt; zentrales Ausstellungsstück ist der Nachbau eines 17,5 Meter langen Pottwals, der 1997 vor Dänemark strandete. Das Walhaus kostete weitere 2,37 Millionen Euro.
Am 24. November 2008 wurde die dritte Erweiterung der Anlage durch den damaligen Ministerpräsidenten Schleswig-Holsteins Peter Harry Carstensen eröffnet. Dieser Bauabschnitt erweiterte die Ausstellungsfläche um 825 Quadratmeter auf 3125 Quadratmeter und die Aquarienanlage um 300.000 Liter auf jetzt über 500.000 Liter Wasser. Eine der Hauptattraktionen ist ein rund 250.000 Liter fassendes Becken mit einer sechs Meter mal sechs Meter messenden Panoramascheibe.
Im Jahr 2023 wurde als weitere Erweiterung zwischen dem Hauptgebäude und dem Tönninger Hafen in Kooperation mit dem Otterzentrum Hankensbüttel aus Niedersachsen ein Otterhaus eröffnet. Neben einer Ausstellungsfläche zum Thema Natur- und Artenschutz mit dem Schwerpunkt Fischotter wurden Aquarien, ein Seminarraum sowie eine rund 400 Quadratmeter große naturnahe Außenanalge für Eurasische Fischotter geschaffen. Offiziell lautet der Titel dieser Dauerausstellung "Watt.Land.Fluss". Das Areal erstreckt sich über eine Fläche von circa 2000 Quadratmetern. Die Kosten für die Erweiterung beliefen sich auf ca. 9,2 Millionen Euro. Projektträger war die NationalparkService gGmbH.

## Besuchszahlen
Seit seiner Eröffnung besuchen jährlich etwa 200.000 Besucher die Ausstellung. Im Jahr 2003 wurde mit 240.000 Besuchern das bisher beste Ergebnis erzielt. Beim 15-jährigen Bestehen 2014 wurden 2,7 Millionen Besucher insgesamt angegeben.
Das Wattforum war als externes Projekt ein Teil der Expo 2000.
Weitere Informationszentren mit Ausstellungen zum schleswig-holsteinischen Wattenmeer finden sich unter anderem in Husum, Büsum, Wyk auf Föhr, Meldorf und Nordstrand.